# Lockheed Martin P-175
Die Lockheed Martin P-175 Polecat war eine unbemannte Tarnkappendrohne, die von der Lockheed Advanced Development Projects Unit, besser unter dem Namen Skunk Works bekannt, entwickelt und gebaut wurde. Mit Polecat wird im englischen neben dem Iltis auch der Skunk bezeichnet.
Die Entwicklung der Polecat begann vermutlich Anfang 2005, eventuell parallel zur RQ-170 Sentinel, da verschiedene technische Übereinstimmungen erkennbar sind. Die P-175 ist ein Nurflügler, dessen Triebwerke vom Typ Williams FJ44-E3 in der Flugzeugzelle eingebaut sind. Die Lufteinlässe befinden sich ähnlich wie bei der B-2 Spirit auf der Rumpfoberseite.
Lockheed bestätigte die Existenz der Maschine auf der Farnborough International Airshow 2006 und veröffentlichte dabei das bisher einzige offiziell bekannte Foto der Maschine. Am 18. Dezember 2006 stürzte der Prototyp ab, wodurch das Programm vorzeitig beendet wurde.
Unklar ist, ob es sich bei der Polecat um eine Aufklärungs- oder Kampfdrohne handelte. Durch die fehlende militärische Klassifizierung ist es aber auch möglich, dass es sich bei der P-175 nur um einen Technologiedemonstrator handelte.

## Technische Daten
| Kenngröße             | Daten                                                             |
| --------------------- | ----------------------------------------------------------------- |
| Länge                 | k. A.                                                             |
| Spannweite            | 27,44 m                                                           |
| Höhe                  | k. A.                                                             |
| Leermasse             | k. A.                                                             |
| max. Startmasse       | 4090 kg                                                           |
| Nutzlast              | 450 kg                                                            |
| Höchstgeschwindigkeit | k. A.                                                             |
| Dienstgipfelhöhe      | 19.817 m                                                          |
| Reichweite            | k. A.                                                             |
| max. Flugdauer        | ca. 4 h                                                           |
| Triebwerke            | zwei Williams FJ44-E3-Mantelstromtriebwerke mit je 13,38 kN Schub |